# 해커 (영화)
《해커》(Hacker)는 2016년 공개된 미국의 범죄, 스릴러 영화이다.

## 출연
- 캘런 맥오리피 : 알렉스 역
- 로레인 니콜슨 : 키라 역
- 다니엘 에릭 골드 : 사이 역
- 클리프톤 콜린스 주니어 : 제드 역
- 자카리 베네트 : 커티스 요인 역
- 크리스티안 트루엘슨 : 의장 역
- 제임스 바이론 : 루스벨트 역
- 제임스 케이드 : 크리스 역
- 사이먼 노스우드 : 모브 역
- 알리사 베니스 : 마사지사 역
- 앤드류 힝슨 : 캐나다 이민 담당관 역
- 크리스토퍼 코델 : 연방 요원 역
- 제임스 콜린스 : 페이크 회장 역